# 大韓氷上競技聯盟
大韓氷上競技聯盟（だいかんひょうじょうきょうぎれんめい、朝鮮語: 대한빙상경기연맹、英語: Korea Skating Union）は、スケート競技の振興と普及を通して国民体力の向上と国威発揚をめざして、1999年11月16日に設立された大韓民国文化体育観光部所管の社団法人。事務局は、ソウル特別市松坡区五輪洞の88オリンピック会館（88 올림픽회관）にある。
日本語では、「大韓スケート競技連盟」、「大韓スケート連盟」、「韓国スケート連盟」、などの表現で言及されることがある。

## おもな事業
- スケート競技大会の開催および主管
- スケート選手の養成とスケートの普及

## 論議

### 派閥争い
- アン・ヒョンス、イ・ジョンス（朝鮮語版）の記事を参照。

### 選手たちに対する支援不足
2008年、フィギュアスケート女子の金羅英（キム・ナヨン）は、国際スケート連盟の2008/2009 ISUグランプリシリーズにおいて、当初は第6戦のNHK杯にだけ招請を受けていたが、第5戦のロシア杯に欠員が発生し、この事実を知ったファンサイト「キム・ナヨン ファン カフェ（김나영 팬카페）」の運営者である15才の男子中学生と20代の女子大生ファンの努力で第5戦の招請を受けることになった。しかし、この過程で2人のファンが事前に氷上聯盟に状況を知らせたにもかかわらず、「開催国から連絡があるまでは何もできない」と話した事実が明らかになり、大きな非難を浴びた。

### コーチによる性暴行未遂事件
ショートトラックの国家代表コーチが、中学生の選手を自分のオフィステルに誘い込んで性暴行を加えようとしたが、未遂に終わった。また、このコーチの師にあたる聯盟の高位級幹部のひとりが、この事件を揉み消そうとしたという事実が明らかになった。

### 盧善英のチームパシュート選出問題
2017年10月にスピードスケート選手の盧善英（ノ・ソニョン）を個人種目の代表権がなかったのにもかかわらず2018年平昌オリンピックのチームパシュート代表に選出。その後盧善英が個人種目に出場できていないことからチームパシュートの代表から外しているが、聯盟はそのことを事前に確認していなかったため、盧はSNSで聯盟を批判。その後盧はドーピング問題によってロシア人選手が出場を辞退したため繰り上がりで個人種目に出られるようになり、再びチームパシュートの代表にも選出されたが、先述の批判もあって代表監督やパシュート代表選手であるキム・ボルム、朴智玗らと確執が発生、意思疎通ができないまま準々決勝で大きく引き離される事態となった。この騒動は準々決勝終了後にインタビューで盧に責任がある発言をしたキムや朴への批判に発展、2選手の代表資格剥奪と聯盟に対しての積弊清算を求める嘆願が3月6日時点で61万人以上集まり、この事態を重く見た韓国大統領府は真相調査を実施すると発表した。